# Sơn móng

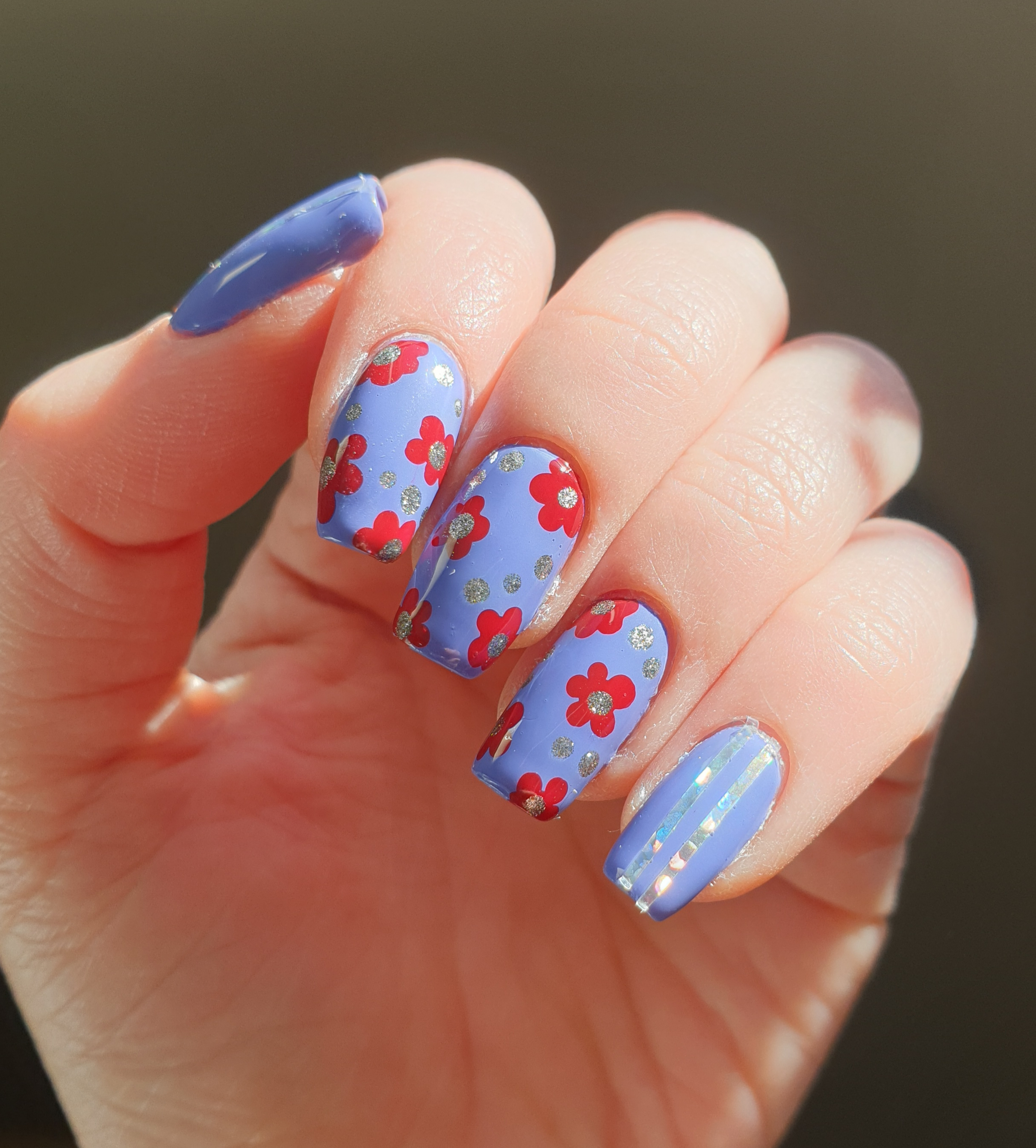
Sơn và vẽ móng.

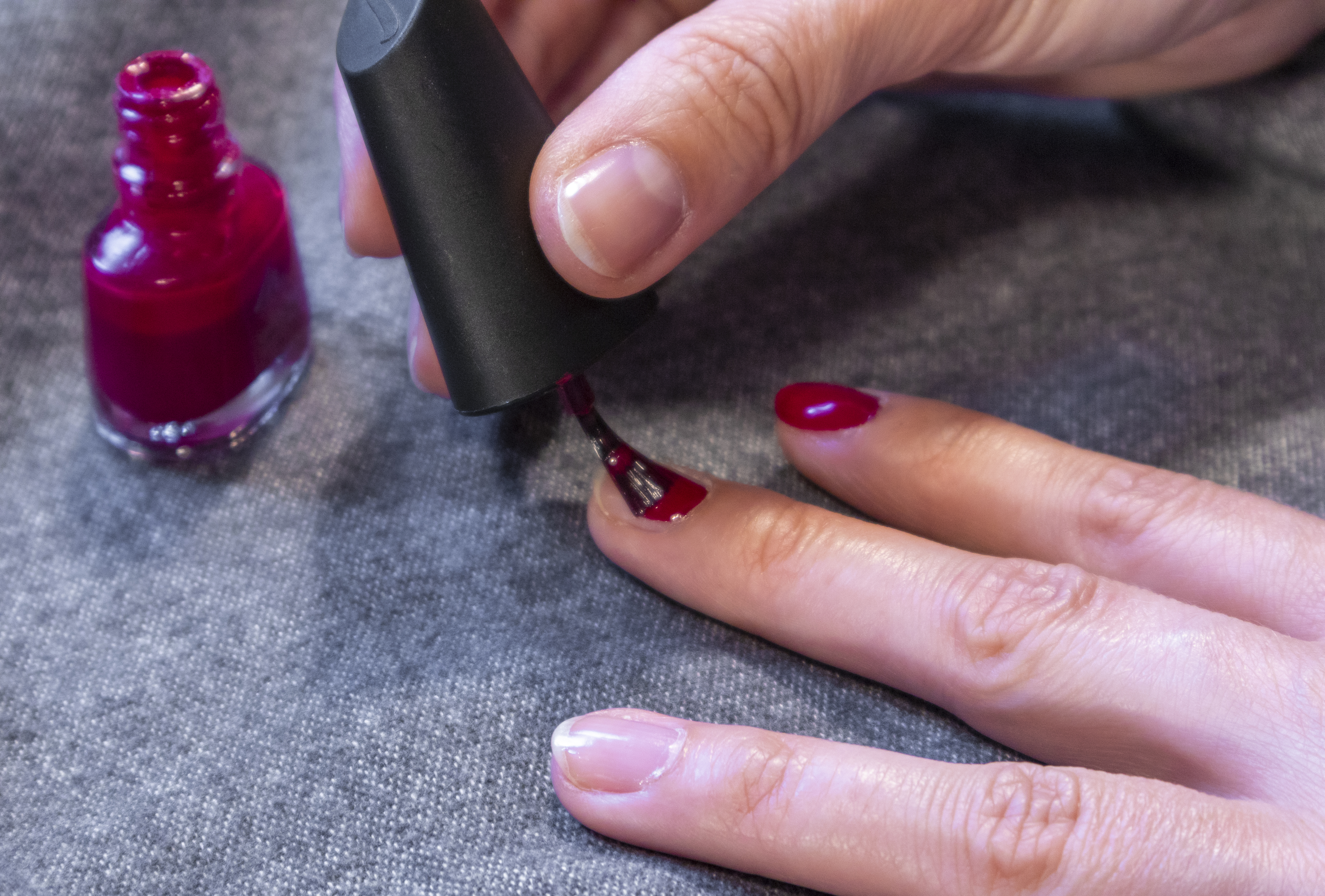
Móng tay trước và sau khi được sơn màu đỏ.

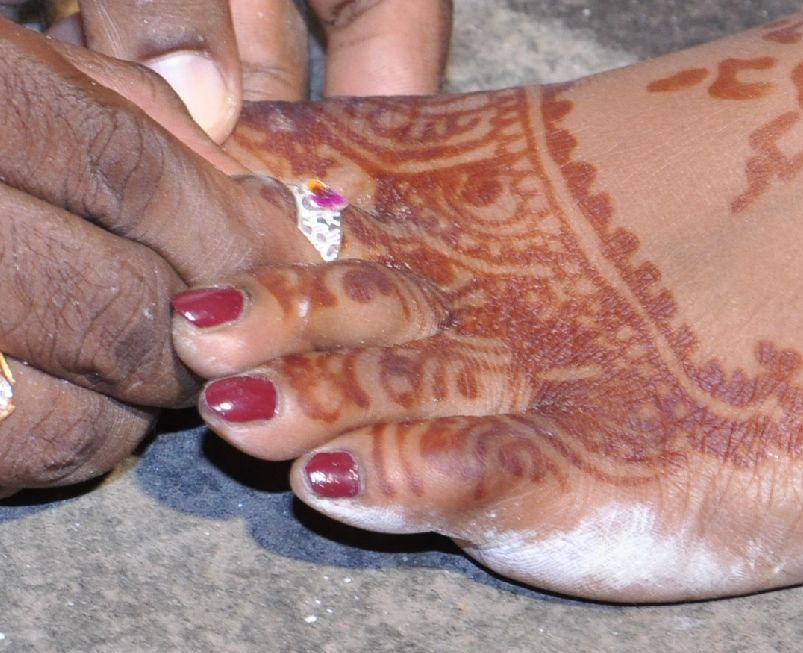
Ngón chân của một người phụ nữ được trang trí bằng sơn móng và henna, và đeo một chiếc vòng metti (nhẫn ngón chân) ở ngón chân thứ hai, cho đám cưới của cô ấy.

Sơn móng là một loại mỹ phẩm dùng để tô thoa lên móng tay hoặc móng chân người để trang trí và bảo vệ các tấm móng. Công thức đã được sửa đổi nhiều lần để tăng cường hiệu ứng trang trí và hạn chế nứt hoặc bong tróc. Sơn móng bao gồm một hỗn hợp polyme hữu cơ cùng vài thành phần khác tạo nên màu sắc và kết cấu độc đáo. Sơn móng tay có đủ màu sắc và đóng một vai trò quan trọng trong nghệ thuật móng tay hoặc móng chân.
Trong tiếng Anh, sơn móng được gọi là nail polish, nail varnish hoặc nail enamel.

## Lịch sử
Sơn móng có nguồn gốc từ Trung Quốc từ khoảng 3000 năm trước Công nguyên; người ta dùng các màu ánh kim để phân biệt giữa tầng lớp cai trị và dân thường. Vào thời nhà Chu (khoảng năm 600 TCN), hoàng gia chuộng màu vàng và bạc nhưng sau đã chuyển sang yêu thích màu đỏ và đen rồi sơn những màu này lên móng để khẳng định địa vị của mình. Vào thời nhà Minh, sơn móng thường chế tạo từ hỗn hợp gồm sáp ong, lòng trắng trứng, gelatin, thuốc nhuộm thực vật và gôm arabic.
Ở Ai Cập, tầng lớp hạ lưu thường dùng màu nhạt, trong khi tầng lớp thượng lưu thường sơn móng màu nâu đỏ, bằng henna. Các xác ướp cũng đã tìm thấy có móng sơn màu, được các nhà khảo cổ cho là do sơn móng bằng henna hoặc do quá trình ướp xác.
Sơn móng trở thành một vật phẩm thông dụng trong phái nữ vào cuối thế kỷ 18, song phải qua thế kỷ 20 thì các cơ sở làm móng mới trở nên phổ biến. Những năm 1930 đánh dấu lần đầu tiên sơn móng màu đen trở thành xu hướng; và cảnh quan thiên nhiên cũng bắt đầu được dùng làm hình ảnh để sơn lên móng tay các phụ nữ ở Anh.
Sơn móng tay ngày nay là một biến thể đồng thời là một phiên bản tinh chế từ sơn xe hơi. Nó là chất sơn chuyên dụng dành riêng cho móng và linh động – nghĩa là sẽ không nứt nẻ hay tróc vảy khi móng chuyển động.

## Thành phần

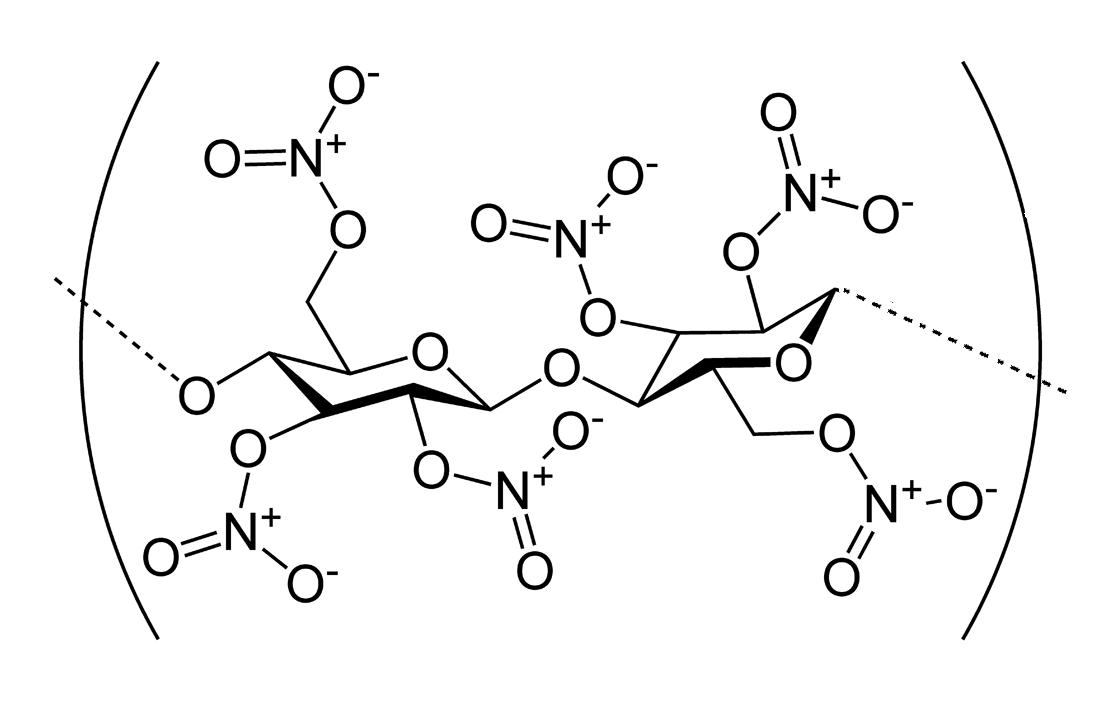
Nitrocellulose là một loại polymer tạo màng, là thành phần chính trong hầu hết các loại sơn móng tay.

Sơn móng bao gồm hợp chất polyme tạo màng được hòa tan trong dung môi hữu cơ dễ bay hơi. Đặc thù là dung dịch của nitrocellulose trong butyl acetate hoặc ethyl acetate phổ biến. Công thức cơ bản này được mở rộng bao gồm các chất:
- Chất hóa dẻo để tạo màng không dễ vỡ. Dibutylphthalate và camphor là những chất hóa dẻo điển hình.
- Thuốc nhuộm và chất màu. Các hợp chất đại diện bao gồm xanh oxit crom, crom hydroxide, sắt ferrocyanide, oxit stannic, titan dioxide, oxit sắt, carmine, ultramarine và mangan tím.[9]
- Chất màu trắng đục. Màu sắc lấp lánh / lung linh có thể được tạo ra bằng mica, bismuth oxychloride, ngọc trai tự nhiên và bột nhôm.
- Chất kết dính polyme đảm bảo rằng nitrocellulose bám dính trên bề mặt móng. Một sửa đổi bổ trợ là tosylamide-formaldehyde nhựa.[10]
- Các chất đông đặc được thêm vào để duy trì độ lấp lánh ở dạng huyền phù khi đóng chai. Một chất đông đặc điển hình là stearalkonium hectorit. Chất đông đặc thể hiện tính háo nước, dung dịch của chúng nhớt khi ở yên nhưng chảy tự do khi bị tác động. Tính hai mặt này thuận tiện cho việc dễ dàng áp dụng hỗn hợp mới lắc để tạo màng nhanh chóng đông cứng.[11]
- Chất ổn định tia cực tím chống lại sự thay đổi màu sắc khi lớp sơn khô tiếp xúc với ánh sáng mặt trời. Một chất ổn định điển hình là benzophenone-1.

## Các loại

### Sơn lót
Sơn lót thường trong suốt, màu trắng đục hoặc hồng, được sử dụng trước lớp sơn màu. Mục đích là giúp móng chắc khỏe, phục hồi độ ẩm cho móng và giúp sơn bám chặt vào móng. Đồng thời cũng ngăn ngừa hãm màu và kéo dài tuổi thọ móng tay. Một số sơn lót được bán trên thị trường dưới dạng "chất độn rãnh", và có thể tạo ra bề mặt nhẵn, làm giảm các đường rãnh có thể xuất hiện trên móng chưa được đánh bóng. Một số sơn lót, được gọi là "sơn lót có thể bóc ra được", cho phép người dùng gỡ lớp sơn móng tay của họ mà không cần đến chất tẩy.

### Sơn phủ
Sơn phủ có chất sơn trong suốt và được sử dụng sau lớp sơn màu. Nó tạo thành một lớp rào cứng cho móng để ngăn ngừa sứt mẻ, trầy xước và bong tróc. Trên thị trường có nhiều loại sơn phủ được quảng cáo là "nhanh khô". Sơn phủ cũng có thể giúp lớp sơn bên dưới khô nhanh chóng. Nó mang lại cho lớp sơn bóng trông hoàn thiện hơn và ưa nhìn hơn và có thể giúp giữ lớp sơn lâu hơn.

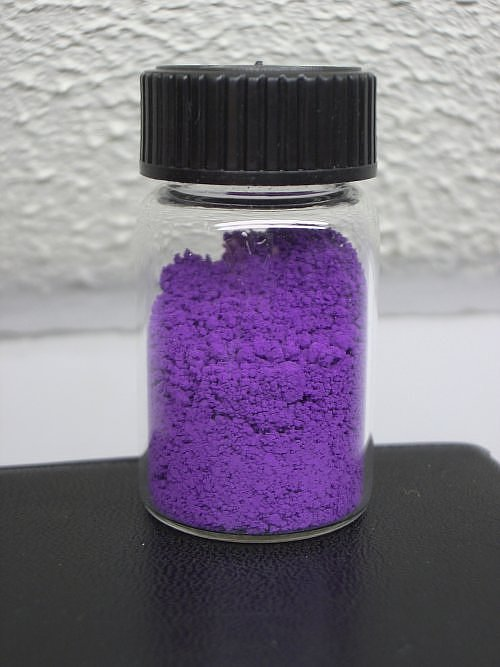
Mangan tím là một sắc tố điển hình trong sơn móng.

### Gel
Sơn gel là một loại sơn móng lâu trôi được tạo thành từ một loại polyme methacrylate. Sơn gel sẽ được sơn lên móng như bình thường nhưng sẽ không khô mà phải được làm khô dưới đèn cực tím hoặc đèn LED. Sơn móng thông thường thường kéo dài từ hai đến bảy ngày mà không bị mẻ, còn sơn gel có thể kéo dài đến hai tuần. Sơn gel thường khó tẩy hơn sơn móng thông thường, và thường được tẩy đi bằng cách ngâm móng trong nước tẩy để sơn mềm ra rồi mới lau đi được.

### Sơn lì
Sơn lì cũng giống như sơn móng thông thường, nhưng sẽ cho ra lớp kết thúc lì, đục màu. Loại này cũng giống sơn lót thông thường với nhiều màu sắc khác nhau. Sơn lì cũng tồn tại dưới dạng sơn phủ. Sơn phủ lì hữu ích nhất để sơn lên bất kỳ màu sơn nền khô nào, tạo cho móng có diện mạo khác hẳn. Sơn phủ lì sẽ làm mờ đi độ bóng của lớp sơn nền thông thường. Sơn lì đã trở nên rất phổ biến trong những năm qua, đặc biệt vì nó có thể được dùng trong ứng dụng nghệ thuật làm móng, nơi mà thiết kế có thể tạo ra trên móng bằng cách sử dụng độ tương phản của cả bề mặt bóng và lì.
Ngoài ra, sơn móng cũng có các loại ánh kim (metallic), nhũ (shimmer), kim tuyến (glitter), holographic, foil, neon, pearl, từ tính (magnetic).

## Trong thời trang
Theo truyền thống, sơn móng khởi đầu với các màu trong suốt, trắng, đỏ, hồng, tím và đen. Sơn móng có thể đa dạng với nhiều màu sắc và sắc thái khác nhau. Ngoài màu đặc, sơn móng còn phát triển một loạt các thiết kế khác, chẳng hạn như vết nứt, lấp lánh, vảy, lốm đốm, ánh kim và ba chiều. Đốm kim cương hoặc nghệ thuật trang trí khác cũng thường được áp dụng cho sơn móng. Một số loại sơn được quảng cáo có thể kích thích móng phát triển, giúp móng khỏe, ngăn móng bị gãy, nứt hoặc tách ra, và thậm chí ngăn chặn việc cắn móng tay.

### Móng tay kiểu Pháp
Móng tay kiểu Pháp là một kiểu vẽ móng với lớp sơn dưỡng màu hồng nude nhạt còn đầu móng được sơn màu trắng. Móng tay kiểu Pháp do Jeff Pink tạo ra từ những năm 1970 tại Hoa Kỳ nhằm đáp ứng nhu cầu về một kiểu vẽ móng vừa nhanh và hợp với nhiều bộ trang phục điện ảnh cho các nữ diễn viên Hollywood. Từ đó, sơn móng kiểu Pháp ra đời và gắn liền với giới Hollywood.
Với kiểu làm móng tay hiện đại của Pháp, xu hướng sơn các màu khác nhau cho đầu móng thay vì màu trắng. Đỉnh móng kiểu Pháp có thể được làm bằng miếng dán và khuôn tô vẽ. Nó vẫn thường được làm bằng tay thông qua cách vẽ với sơn bóng hoặc gel, hoặc điêu khắc bằng acrylic.

### Truyền thông xã hội

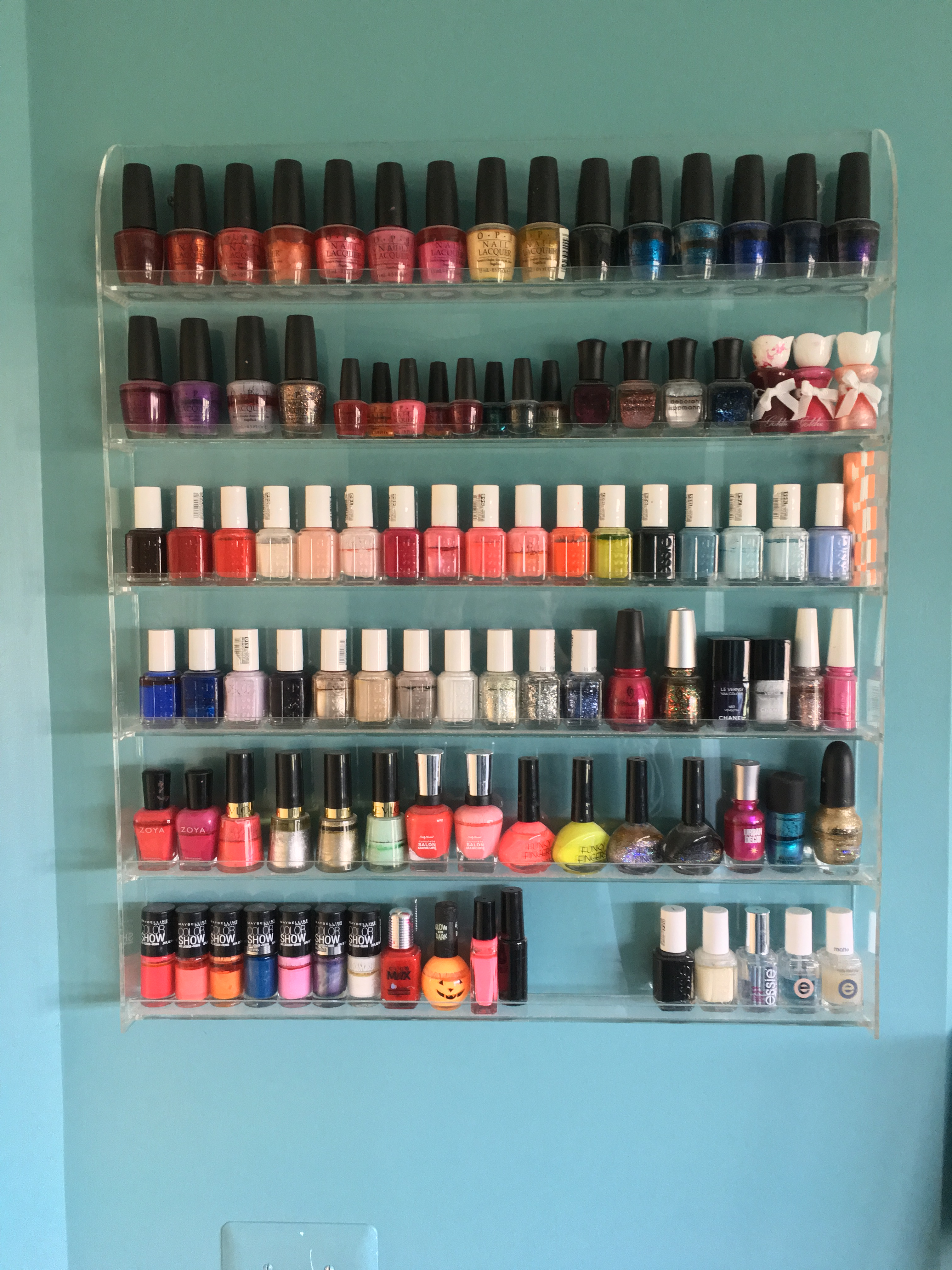
Bộ sưu tập sơn móng tại nhà ở Mỹ

Phương tiện truyền thông xã hội đã làm nảy sinh văn hóa nghệ thuật làm móng cho phép người dùng chia sẻ hình ảnh về nghệ thuật làm móng của họ. Women's Wear Daily báo cáo doanh số bán sơn móng đạt kỷ lục 768 triệu đô la Mỹ tại Hoa Kỳ vào năm 2012, tăng 32% so với năm 2011. Một số chất sơn mới và các sản phẩm liên quan đã xuất hiện trên thị trường vào thập kỷ thứ hai của thế kỷ XXI như một phần của sự bùng nổ nghệ thuật làm móng, chẳng hạn miếng dán móng (làm bằng sơn móng hoặc nhựa), khuôn tô vẽ, sơn móng có tính nam châm, chì vẽ móng tay, sơn phủ lấp lánh và sequin, móng trứng cá (hạt siêu nhỏ), sơn móng trên thị trường dành cho nam, sơn móng thơm và sơn móng đổi màu (một số đổi màu khi tiếp xúc với ánh nắng và phạm vi thay đổi màu sắc theo phản ứng để sưởi ấm). 

### Thế giới phương tây

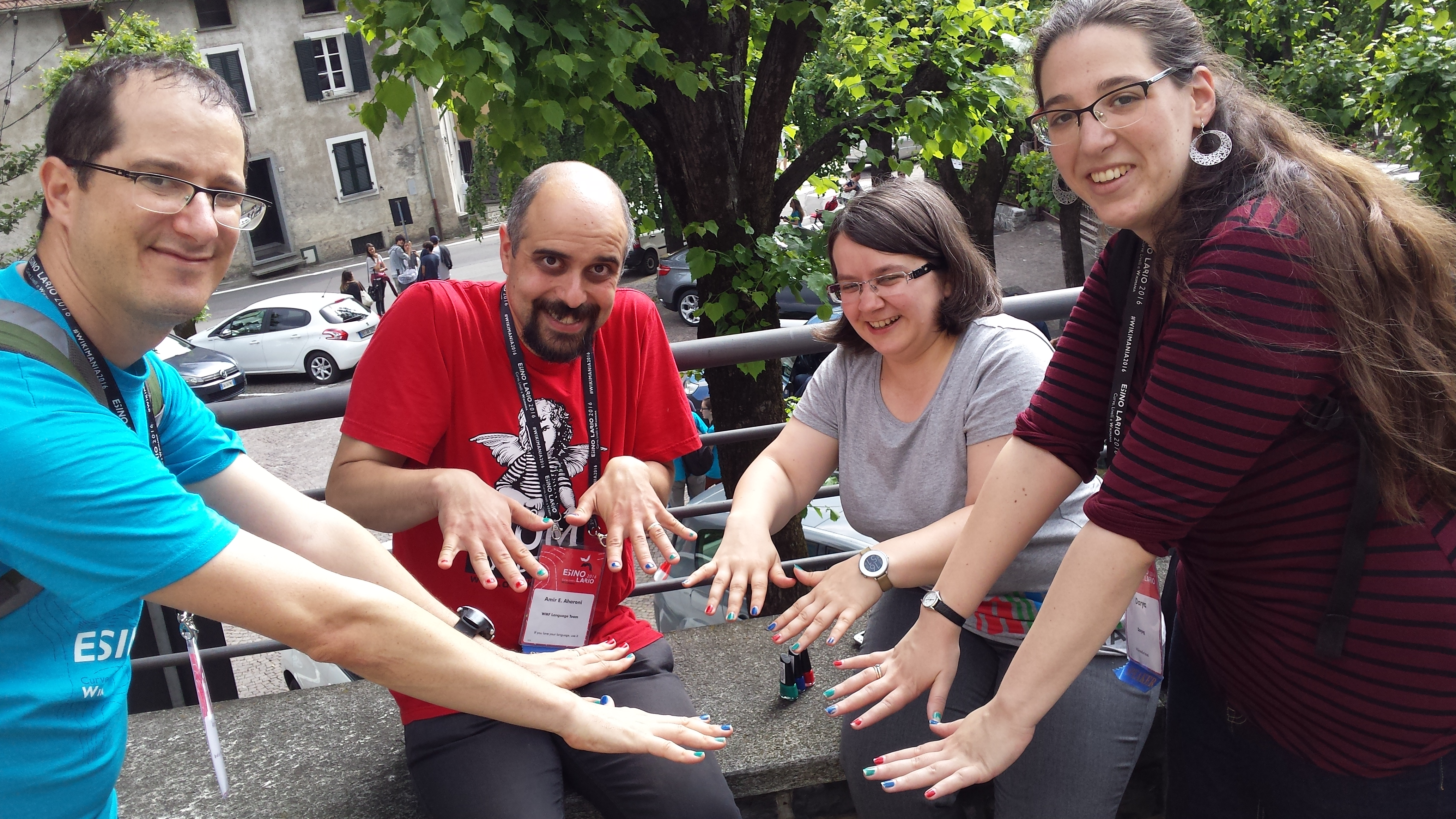
Đàn ông và phụ nữ sơn móng tay tại Wikimania, 2016

Sơn móng ở thế giới phương Tây được phụ nữ thường xuyên sử dụng hơn, tùy thuộc vào phong tục đạo đức từng thời kỳ. Trong văn hóa thời kỳ Victoria, phụ nữ thường bị cho là thô tục khi trang điểm hoặc sơn màu móng. Vì vẻ ngoài tự nhiên được xem là trong sáng và thuần khiết. Tuy nhiên, vào những năm 1920, phụ nữ bắt đầu sử dụng màu sắc trong đồ trang điểm và sản phẩm làm móng mới.
Nam giới thường ít sơn móng hơn và việc này còn có thể bị xem là vi phạm chuẩn mực giới tính truyền thống. Tuy nhiên, cũng có những người sơn màu trong suốt để bảo vệ móng không bị gãy hoặc tạo độ bóng đẹp, hoặc sơn màu lên móng tay – móng chân. Trên thị trường Hoa Kỳ cũng đã bắt đầu xuất hiện các loại sơn móng tay dành riêng cho nam giới.

## Tẩy sơn móng

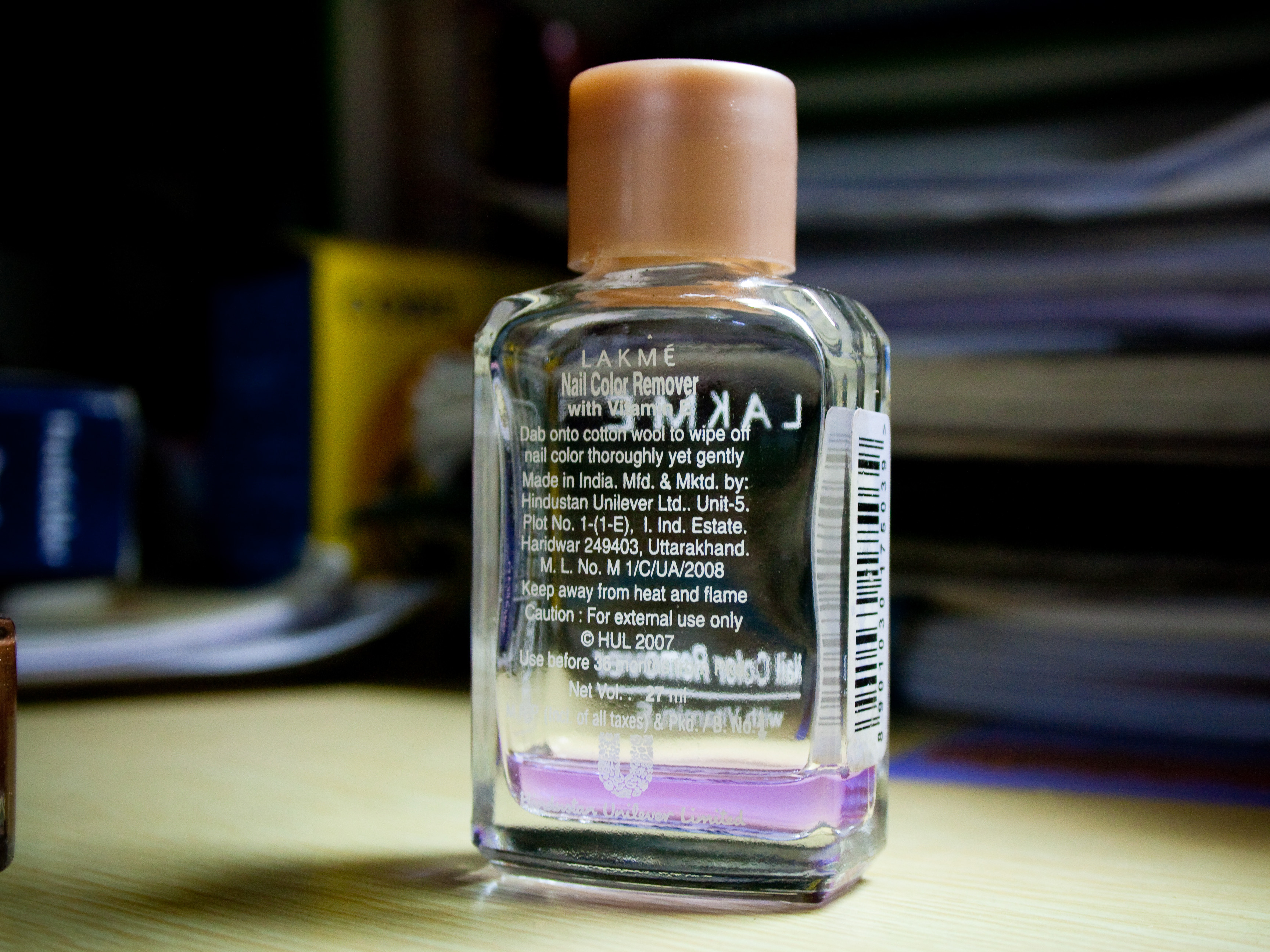
Tẩy sơn móng

Tẩy sơn móng là một dung môi hữu cơ có thể bao gồm dầu, hương liệu và chất màu. Các gói tẩy sơn móng có thể bao gồm các miếng nỉ riêng lẻ ngâm trong nước tẩy, một lọ dung dịch tẩy dùng với quả bông gòn hoặc miếng bông hoặc một hộp chứa đầy bọt để người dùng nhét ngón tay vào và vặn cho đến khi lớp sơn bong ra. Lựa chọn một loại chất tẩy do sở thích của người dùng xác định, và thường dựa theo giá cả hoặc chất lượng chất tẩy.
Đa số nước tẩy sơn móng thương mại chứa dung môi hữu cơ dễ bay hơi như ethyl acetate (cũng là một dung môi trong hỗn hợp sơn móng) hoặc axeton. Axeton cũng có thể tẩy móng tay giả làm bằng acrylic hoặc gel được làm khô.
Acetonitrile được sử dụng như chất tẩy sơn móng, nhưng nó độc hại hơn các lựa chọn nói trên. Nó đã bị cấm ở Khu vực Kinh tế Châu Âu khi sử dụng trong mỹ phẩm kể từ ngày 17 tháng 3 năm 2000.

## Quan ngại về sức khỏe

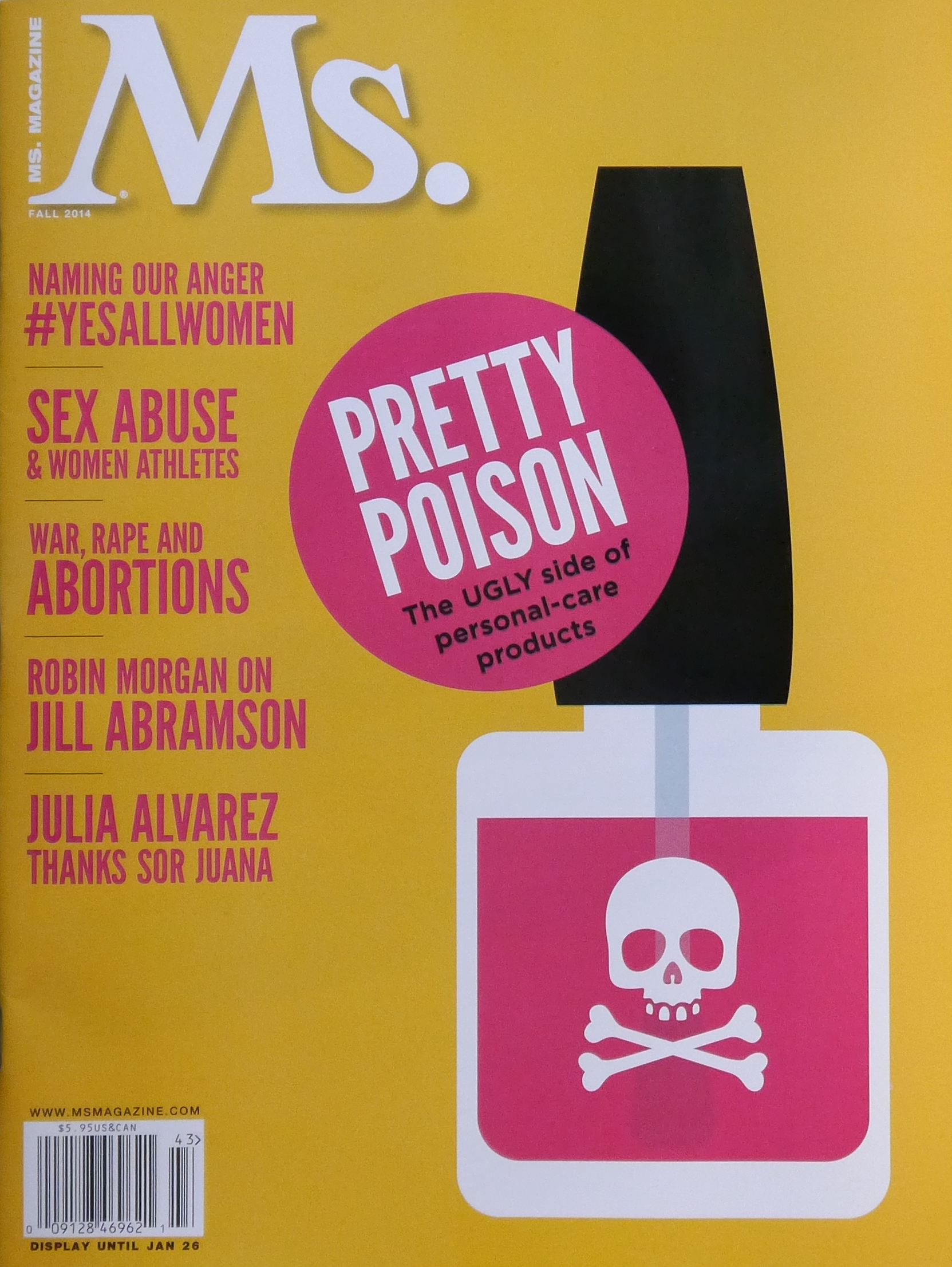
Độ an toàn của sơn móng đã được kiểm tra trên Ms. magazine

Các nguy cơ sức khỏe liên quan đến sơn móng vẫn còn nhiều tranh cãi. Theo Bộ Y tế và Dịch vụ Nhân sinh Hoa Kỳ, "Lượng hóa chất được sử dụng trong nghiên cứu trên động vật có lẽ cao hơn vài trăm lần so với những gì bạn sẽ tiếp xúc khi sử dụng sơn móng mỗi tuần hoặc lâu hơn. Vì vậy, cơ hội để bất kỳ chất phthalate riêng lẻ nào gây ra tác hại như vậy [ở người] là rất nhỏ." Các thợ làm móng chuyên nghiệp phải đối mặt với nguy cơ sức khỏe nghiêm trọng hơn, những người làm móng tay trên máy trạm, được gọi là bàn làm móng, trên đó bàn tay của khách hàng nằm - ngay bên dưới không gian thở của thợ vẽ móng. Năm 2009, Susan Reutman, một nhà dịch tễ học thuộc Bộ phận Nghiên cứu Ứng dụng và Công nghệ của Viện An toàn Lao động và Sức khỏe Quốc gia Hoa Kỳ, đã công bố một nỗ lực liên bang nhằm đánh giá hiệu quả của bàn làm móng có lỗ thông hơi (VNT) trong việc loại bỏ hóa chất sơn móng tiềm ẩn và bụi từ khu vực làm việc của thợ làm móng. Các hệ thống thông hơi này có khả năng giúp công nhân giảm tiếp xúc với hóa chất ít nhất 50%. Nhiều thợ làm móng thường đeo khẩu trang để che miệng và mũi khỏi hít phải bụi hoặc hóa chất từ sản phẩm làm móng.
Theo Reutman, ngày càng nhiều tài liệu khoa học cho rằng một số dung môi hữu cơ hít vào và hấp thụ có trong tiệm làm móng như glycol ete và carbon disulfide có thể có tác động xấu đến sức khỏe sinh sản. Những tác động này có thể bao gồm dị tật bẩm sinh, nhẹ cân, sẩy thai và sinh non.
Công thức sơn móng có thể bao gồm các thành phần độc hại hoặc ảnh hưởng đến nhiều vấn đề sức khỏe khác. Một nhóm thành phần gây tranh cãi là phthalate, được coi là chất gây rối loạn nội tiết và có liên quan đến các vấn đề trong hệ thống nội tiết và tăng nguy cơ mắc bệnh tiểu đường. Nhà sản xuất đã bị các nhóm tiêu dùng gây áp lực để giảm hoặc loại bỏ thành phần có khả năng độc hại. Vào tháng 9 năm 2006, một số công ty đã đồng ý loại bỏ dần chất phthalates dibutyl. Tuy nhiên, không có tiêu chuẩn an toàn cho người tiêu dùng chung cho sơn móng, và trong khi formaldehyde đã bị loại bỏ khỏi một số nhãn hiệu sơn móng, thì những nhãn hiệu khác vẫn sử dụng chúng.

### Quy định và các mối quan tâm về môi trường
Thành phố San Francisco của Hoa Kỳ đã ban hành sắc lệnh thành phố, công khai danh tính các cơ sở sử dụng sơn móng không chứa "bộ ba độc hại" là dibutyl phthalate, toluene và formaldehyde.
Sơn móng được một số cơ quan quản lý như Sở Công chính Los Angeles xem là chất thải nguy hại. Nhiều quốc gia có những hạn chế nghiêm ngặt trong việc gửi sơn móng qua đường bưu điện. "Bộ ba độc hại" hiện đang bị loại bỏ dần, nhưng vẫn có những thành phần của sơn móng có thể gây lo ngại về môi trường. Rò rỉ từ chai vào đất có thể gây ô nhiễm nước ngầm.